# Бакарі Німага
Бакарі Німага (фр. Bakary Nimaga, нар. 6 грудня 1994, Бамако, Малі) — малійський футболіст, півзахисник клубу «Скендербеу». Виступав за молодіжну збірну Малі.
Чотириразовий чемпіон Албанії. Дворазовий володар Суперкубка Албанії.

## Клубна кар'єра
Вихованець юнацьких команд футбольних клубів «Стад Малієн» та «Твенте».
У дорослому футболі дебютував 2013 року виступами за команду клубу «Скендербеу», кольори якої захищає й донині.

## Виступи за збірну
2013 року залучався до складу молодіжної збірної Малі. На молодіжному рівні зіграв у трьох офіційних матчах.

## Статистика виступів

### Статистика клубних виступів
| Сезон             | Команда           | Чемпіонат         | Чемпіонат | Чемпіонат | Національний кубок | Національний кубок | Національний кубок | Континентальні кубки | Континентальні кубки | Континентальні кубки | Інші змагання | Інші змагання | Інші змагання | Усього | Усього |
| Сезон             | Команда           | Ліга              | Ігор      | Голів     | Ліга               | Ігор               | Голів              | Ліга                 | Ігор                 | Голів                | Ліга          | Ігор          | Голів         | Ігор   | Голів  |
| ----------------- | ----------------- | ----------------- | --------- | --------- | ------------------ | ------------------ | ------------------ | -------------------- | -------------------- | -------------------- | ------------- | ------------- | ------------- | ------ | ------ |
| січ.-лип. 2013    | «Скендербеу»      | КС                | 5         | 0         | КА                 | 2                  | 0                  | ЛЧ                   | -                    | -                    | СА            | -             | -             | 7      | 0      |
| 2013–14           | «Скендербеу»      | КС                | 8         | 0         | КА                 | 3                  | 2                  | ЛЧ+ЛЄ                | 2+2                  | 0                    | СА            | 0             | 0             | 15     | 2      |
| 2014–15           | «Скендербеу»      | КС                | 25        | 3         | КА                 | 5                  | 1                  | ЛЧ                   | 1                    | 0                    | СА            | 1             | 1             | 32     | 5      |
| 2015–16           | «Скендербеу»      | КС                | 15        | 0         | КА                 | 5                  | 1                  | ЛЧ+ЛЄ                | 6+4                  | 1+1                  | СА            | 0             | 0             | 30     | 3      |
| 2016–17           | «Скендербеу»      | КС                | 19        | 2         | КА                 | 5                  | 4                  | -                    | -                    | -                    | СА            | 0             | 0             | 24     | 6      |
| 2017–18           | «Скендербеу»      | КС                | 0         | 0         | КА                 | 0                  | 0                  | ЛЄ                   | 4                    | 1                    | -             | -             | -             | 4      | 1      |
| Усього за кар'єру | Усього за кар'єру | Усього за кар'єру | 72        | 5         |                    | 20                 | 8                  |                      | 19                   | 3                    |               | 1             | 1             | 112    | 17     |

## Досягнення
- Чемпіон Албанії (5):

«Скендербеу»: 2012-13, 2013-14, 2014-15, 2015-16, 2017-18
- Володар Суперкубка Албанії (2):

«Скендербеу»: 2013, 2014
- Володар Кубка Албанії (1):

«Скендербеу»: 2017-18